# Glen Campbell
Glen Travis Campbell (Billstown, Arkansas; 22 d'abril de 1936 - Nashville, Tennessee; 8 d'agost de 2017) va ser un dels cantants pop i country estatunidencs més famosos, representatiu dels 1960 i 1970. El seu èxit, By The Time I Get To Phoenix (Quan arribi a Phoenix), 1967, el col·locaria dins dels clàssics de la música pop nord-americana. Va ser l'intèrpret del tema del film Valor de llei (1969) amb el qual John Wayne va guanyar un Oscar. La cançó, titulada igualment True Grit, també va ser nominada als Oscar. Va guanyar el Premi Grammy en moltes ocasions. Fou induït al Saló de la Fama de la Música Country l'any 2005.